# Измаил
Измаил (укр. Ізмаїл) град је Украјини у Одеској области. Према процени из 2012. у граду је живело 73.651 становника.

## Становништво
Према процени, у граду је 2012. живело 73.651 становника.
| 1979.  | 1989.  | 2001.  | 2012.  |
| ------ | ------ | ------ | ------ |
| 83.126 | 92.915 | 84.815 | 73.651 |

## Партнерски градови
- Тулча
- Влоцлавек
- Добрич